# Tmesibasis rothschildi
Tmesibasis rothschildi är en insektsart som beskrevs av Van der Weele 1907. Tmesibasis rothschildi ingår i släktet Tmesibasis och familjen fjärilsländor. Inga underarter finns listade i Catalogue of Life.